# Острів динозаврів (мультфільм)
«Острів динозаврів» (англ. Dinosaur Island) — науково-фантастичний телевізійний анімаційний фільм 2002 року. Мультфільм слабо базується на романі Артура Конана Дойла «Загублений світ», поєднуючи його сюжет з популярним тоді форматом реаліті-шоу типу «останній виживший».

## В ролях
| Актор                  | Роль           |
| ---------------------- | -------------- |
| Філліп Чен             | Алекс Чан      |
| Хіларі Вільямс         | Марґарет Тім   |
| Анаделла Ламанс        | Джекі Родріґес |
| Лінетт Муре            | мати Лео       |
| Лорін Пікл             | мати Алекса    |
| Кім Джубенвілл Карлсон | жінка          |

## Реліз
Як багато інших робіт Джона Лоя, мультфільм вийшов відразу на телебаченні та на DVD. Оскільки він створювався в часи, коли шоу про виживання були надзвичайно популярні, малі екрани були найвдалішим місцем для виходу мультфільму.
Він став надзвичайно популярним в Італії, завдяки чому пізніше вийшов у спеціальному потрійному пакеті разом з «Дитиною часу» Пама Карпентера та «Арчі в Джуґмані» Скотта Хемінга.

## Цікаві факти
- Рев тиранозавра був взятий з фільму «Парк Юрського періоду», а звуки птеранодонів є звуками дилофозавра та галлімімусів з того ж фільму.
- Крила птеранодонів у мультфільмів виглядають як крила кажанів.